# Kū (Gott)
Kū ist in der hawaiischen Religion einer der vier großen Götter. Die anderen drei sind Kanaloa, Kāne und Lono. Einige gefiederte Götterbilder oder akua hulu manu werden als Repräsentanten von Kū angesehen. Kū wird unter vielen Namen verehrt, darunter Kūkāʻilimoku, der „Landräuber“. Zu den Ritualen für Kūkāʻilimoku gehörten Menschenopfer, was bei der Verehrung anderer Götter nicht üblich war.

## Namen von Kū
Wegen der Vielfalt der hawaiischen Göttervorstellungen kann Kū unter vielen Namen wie den folgenden angerufen werden, die sich auf untergeordnete Erscheinungsformen des Gottes beziehen.

### Wälder und Regen
- Kū-moku-haliʻi (Kū breitet sich über das Land aus)
- Kū-pulupulu (Kū des Unterholzes)
- Kū-olono-wao (Kū des tiefen Waldes)
- Kū-holoholo-pali (Kū gleitet Stufen hinunter)
- Kū-pepeiao-loa/-poko (groß- und kleinohriger Kū)
- Kū-pā-ʻai-keʻe (Kū, der das Kanu auskleidet)
- Kū-mauna (Kū des Berges)
- Kū-ka-ʻōhiʻa-laka (Kū des ʻŌhiʻa-lehua-Baumes)
- Kū-ka-ʻieʻie (Kū der wilden Pandanusranke)

### Viehzucht und Fischfang
- Kū-ka-ʻōʻō  (Kū des Grabstocks)
- Kū-kuila (Kū des Trockenfeldbaus)
- Kū-keolowalu (Kū des Nassfeldbaus)
- Kū-ula or Kū-ula-kai (Kū der Fülle des Meeres)

### Krieg
- Kū-nui-akea (Kū der Höchste)
- Kū-kāʻili-moku (Kū der Landräuber)
- Kū-keoloewa (Kū der Helfer)
- Kū-hoʻoneʻenuʻu (Kū, der die Erde zusammenhält)

### Magie
- Kū-waha-ilo (Kū des madentriefenden Mundes)[1]

## Religion
Kū ist der Gott (akua) des Krieges, der Politik, der Landwirtschaft und der Fischerei. Weil er der Ehemann der Göttin Hina ist, wird angenommen, dass es eine Art komplementären Dualismus gibt, da das Wort kū in der hawaiischen Sprache „stehen“ bedeutet, während eine Bedeutung von hina „fallen“ ist. Diese Behauptung wird jedoch nicht durch Belege aus anderen polynesischen Sprachen gestützt, die das ursprüngliche „ng“ und „n“ unterscheiden. Die Hina in der Mythologie der Māori zum Beispiel wird mit dem Mond in Verbindung gebracht und nicht mit hinga, „heruntergefallen“. Daher ist der hawaiische Name „Hina“ wahrscheinlich eher mit den anderen polynesischen Bedeutungen von hina verbunden, die eine silbrig-graue Farbe wie die von Mahina (d. h. dem Mond in der hawaiischen Sprache) bezeichnen. Als Urgötter, die schon seit Ewigkeiten existieren, ließen Kū, Kāne und Lono das Licht auf die Welt scheinen.

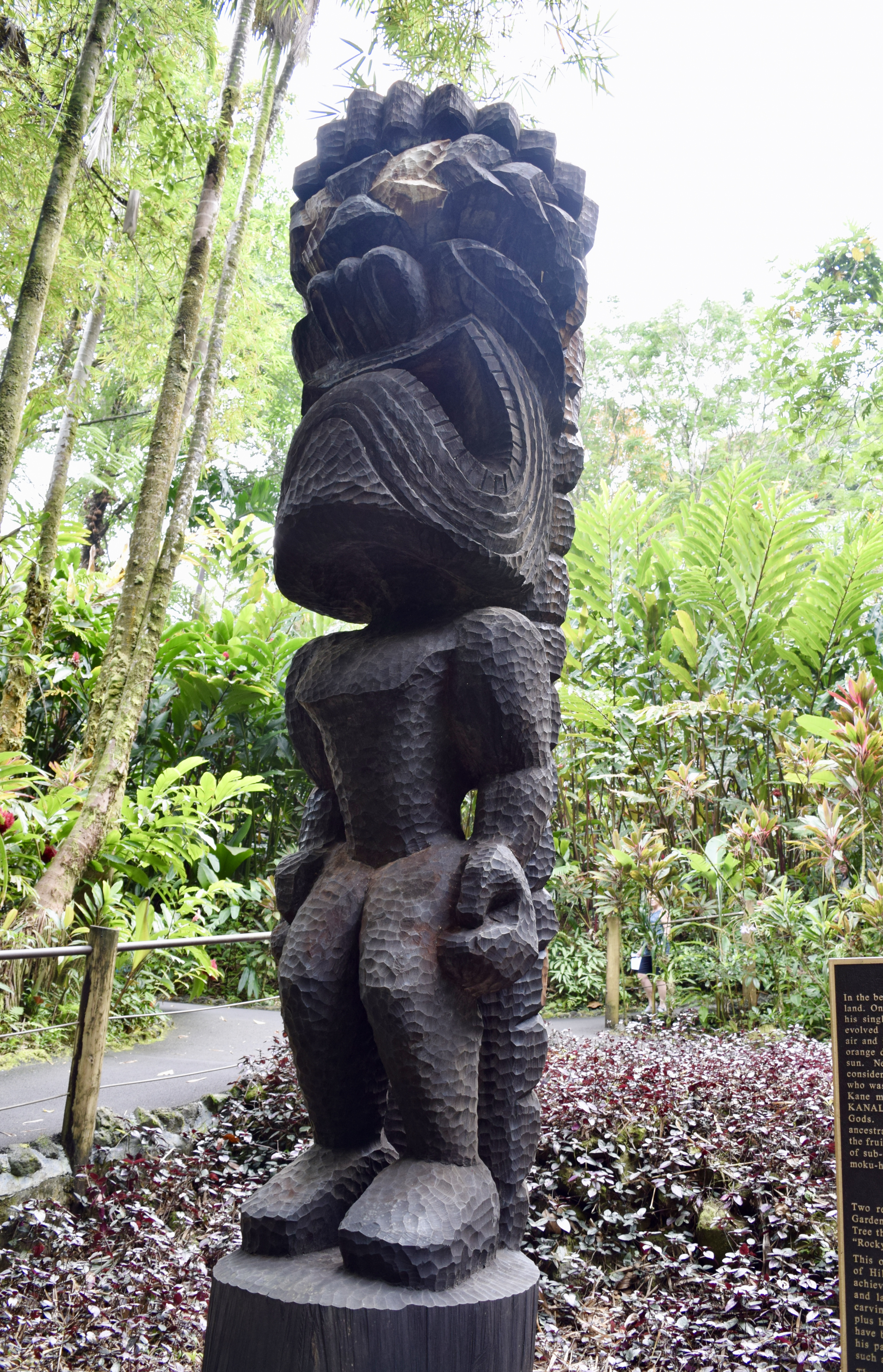
Kū-Skulptur, Monkeypod-Holz, Hawaii Tropical Botanical Garden
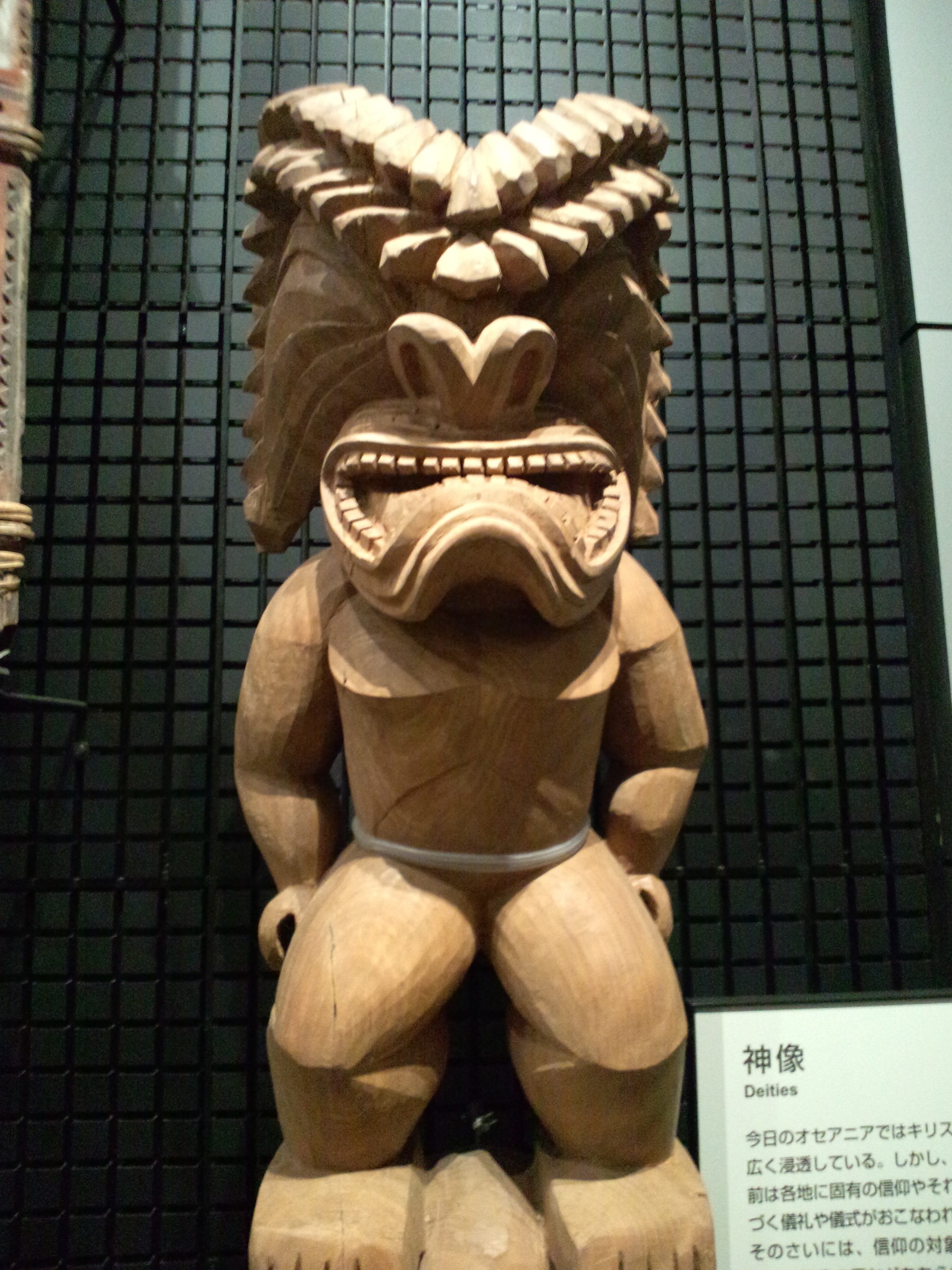
Kū-Skulptur im Nationalmuseum für Ethnologie in Suita

## Wächterstatuen von König Kamehameha I.
Kūkāʻilimoku war der Schutzpatron von Kamehameha I., der den hawaiischen Archipel unter einem Herrscher vereinigte und das hawaiische Königreich gründete. Er ließ zu Ehren von Kūkāʻilimoku Monumente in der königlichen Anlage in der Hōlualoa-Bucht und in seiner Residenz in Kamakahonu errichten, beide im Distrikt Kona.
Drei kolossale Statuen des Gottes Kū wurden 2010 im Bishop Museum in Honolulu zum ersten Mal seit fast 200 Jahren wieder vereint. Sie wurden von Kamehameha I. in einem seiner Tempel im späten 18. oder frühen 19. Jahrhundert geweiht. Diese sehr seltenen Statuen – es sind keine weiteren bekannt – wurden später vom Bishop Museum, dem Peabody Essex Museum in Salem, Massachusetts, und dem British Museum in London erworben. Man nimmt an, dass es sich bei einem der gefiederten Götterbilder im Bishop Museum um die Darstellung des Gottes aus dem Besitz von Kamehameha I. handelt. Es ist jedoch noch unklar, ob alle gefiederten Götterbilder Kū darstellen.

## Verkörperungen (Kinolau)
In der Tierwelt soll Kū die Formen von Manō (Hai), Kanaka (Mensch), ʻIo (hawaiischer Falke), Niuhi (menschenfressender Hai), ʻĪlio (Hund), Moa (Huhn; ebenfalls für Kane) und Iʻa ʻUla (bestimmte rote Fische) verkörpern. In der Pflanzenwelt soll er die Formen der ʻIeʻIe-Rebe (Freycinetia arborea), der ʻŌhiʻa Lehua-Blume (metrosideros polymorpha), ʻulu (Brotfrucht), niu (nur der Stamm der Kokospalme) und der Noni-Frucht verkörpern.